# Ortuella
Ortuella ist eine Gemeinde in der Provinz Bizkaia in der spanischen Autonomen Region Baskenland, in der 8.629 Einwohner (Stand: 2024) leben, deren Mehrheit spanischsprachig ist.
Die Gemeinde besteht neben dem Hauptort Ortuella aus den Ortschaften Cantalicio, Capetillo, El Casal, Ganguren, Golifar, Gorbea, Intxaurdi, Mendialde, Nocedal, La Orconera, Ortxartaga, La Ralera,  El Saugal und Urioste. Der Verwaltungssitz befindet sich in Ortuella.

## Lage
Ortuella befindet sich neun Kilometer nordwestlich vom Stadtzentrum der Provinzhauptstadt Bilbao, mit der es über die Autovía A-8 und die Autopista AP-8 verbunden ist. Südwestlich von Ortuella befindet sich ein riesiger Tagebau.

## Bevölkerungsentwicklung
| Jahr      | 1900  | 1950  | 1960  | 1970  | 1981  | 1991  | 2001  | 2011  | 2021  |
| Einwohner | 7.781 | 5.642 | 7.633 | 8.021 | 8.918 | 8.976 | 8.785 | 8.412 | 8.379 |

## Sehenswürdigkeiten
- Magdalenenkirche in Nocedal
- Kirche San Félix in Cantalicio
- Rathaus in Ortuella

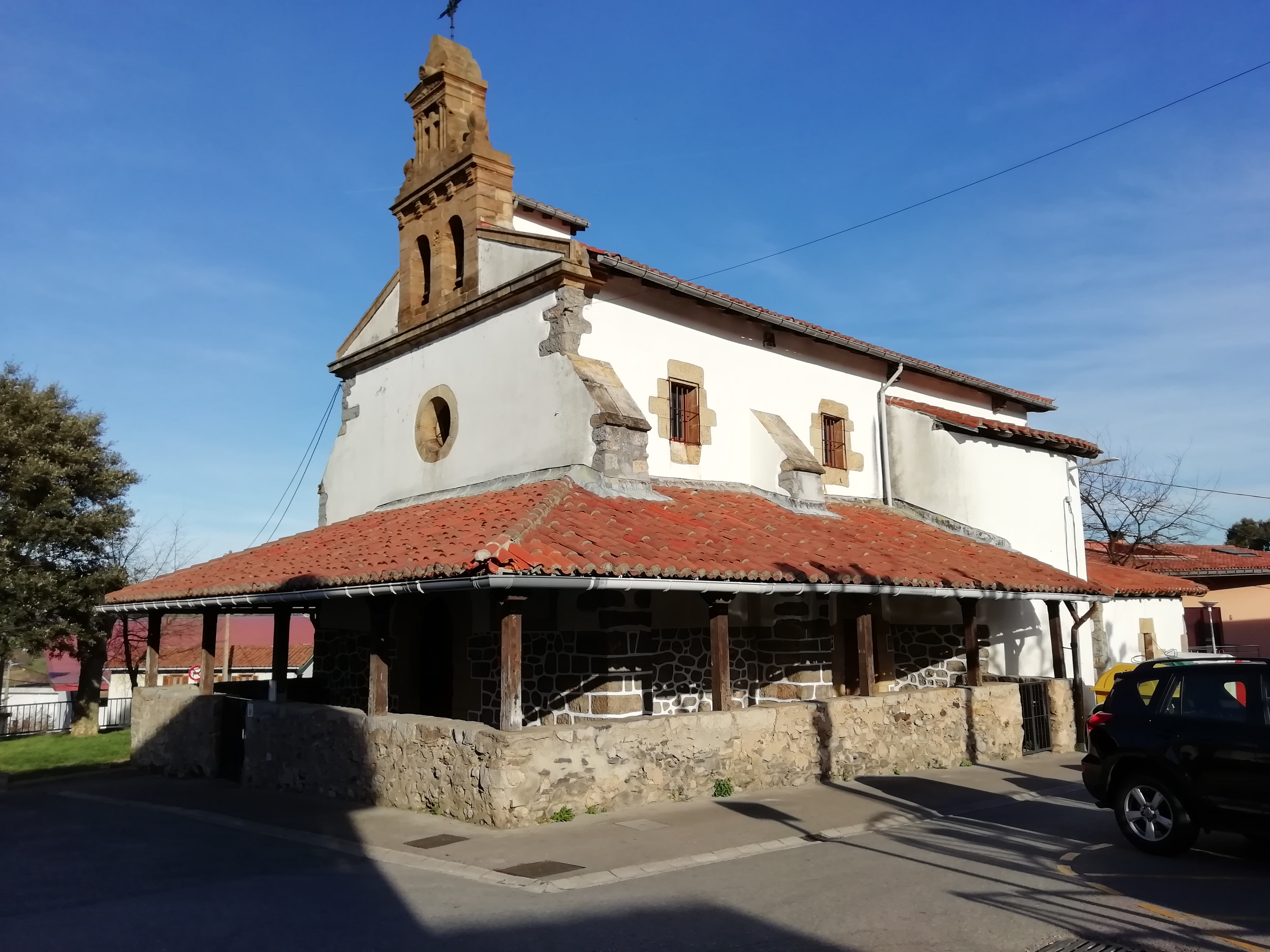
Magdalenenkirche
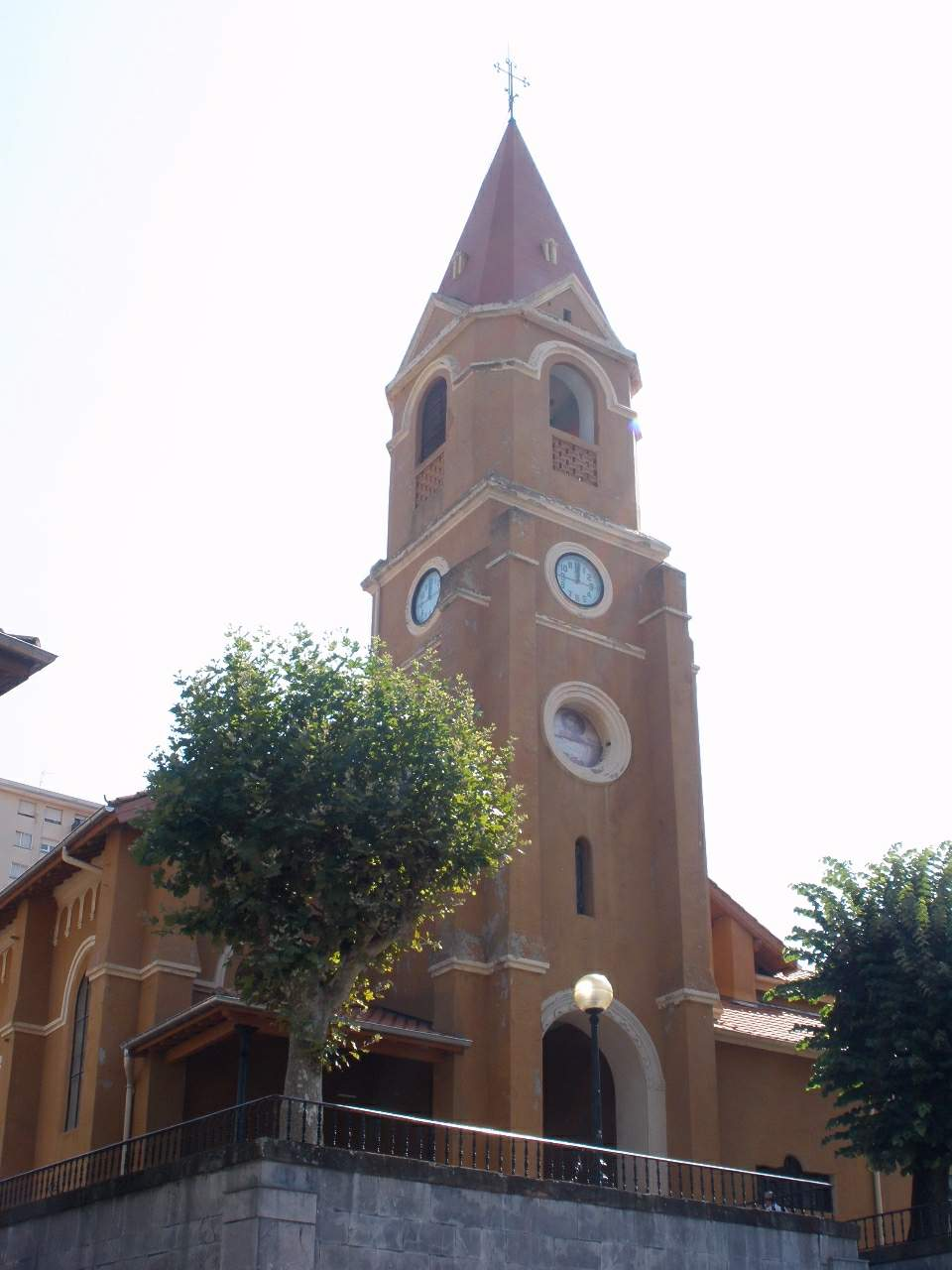
Kirche San Félix
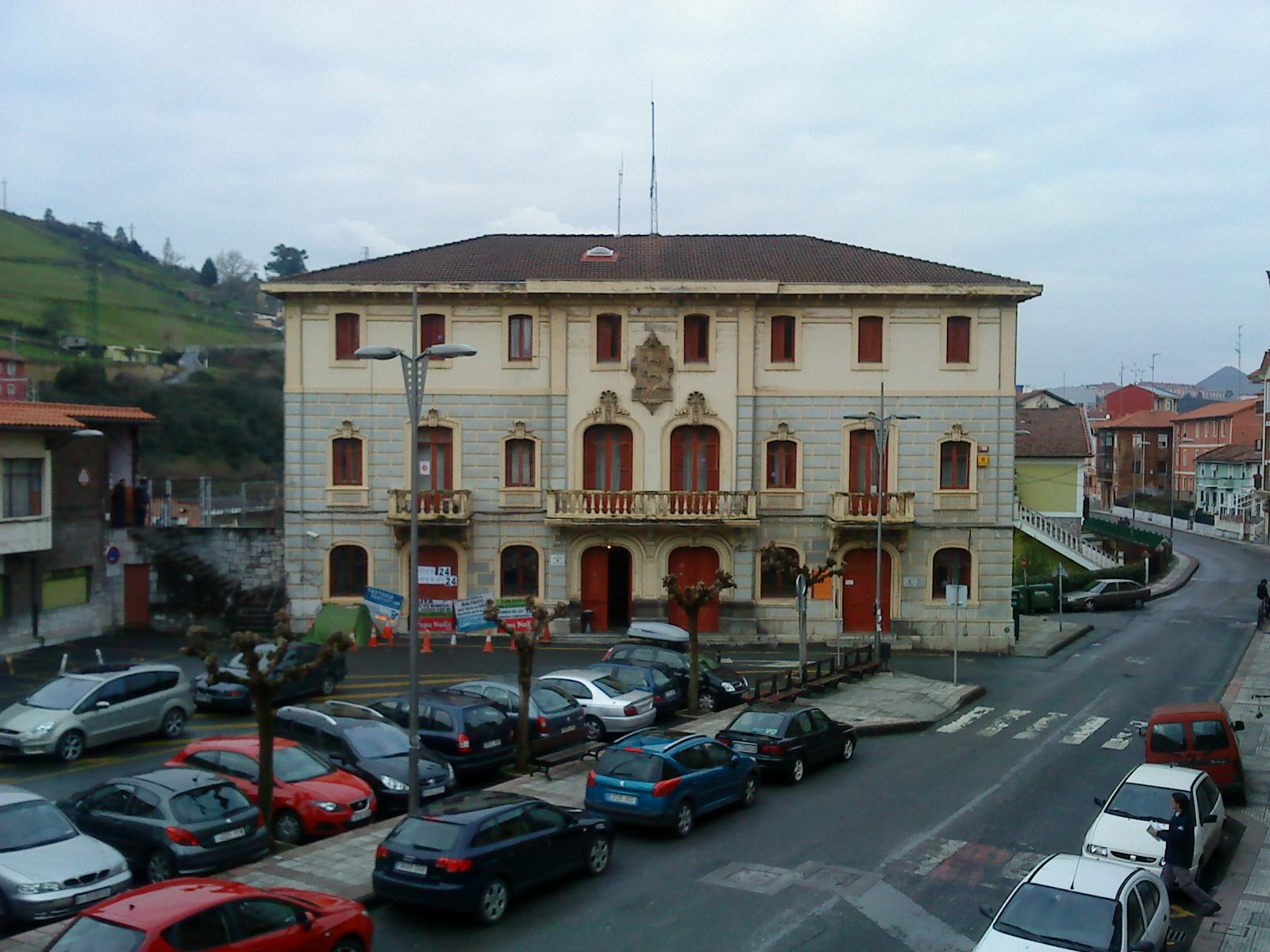
Rathaus in Ortuella

## Söhne und Töchter der Gemeinde
- José Arechavaleta y Balpardo (1838–1912), Botaniker
- Facundo Perezagua (1860–1935), Politiker
- Florencio Constantino (1869–1919), Opernsänger (Tenor)
- Juan Antonio Ipiña (1912–1974), Fußballspieler und -trainer
- José Antonio Pastor (* 1959), Politiker (PSOE) und Bürgermeister von Ortuella (1987–2003)
- Iñaki Vijandi (* 1961), Radrennfahrer
- José Díez Calleja (* 1962), Fußballspieler
- Joseba Aguirre (* 1964), Fußballspielerin